# 鸭血汤
鸭血汤是鸭血为主要材料的汤类小吃。新鲜的鸭血烧煮凝结后，切成小块，加佐料煮出来。如果同时以鸭血和粉丝为主材料，则称为鸭血粉丝汤。
有说法认为鸭血粉丝汤起源于鸭血汤。